# Gualdo Tadino
Gualdo Tadino est une commune italienne d'environ 15 900 habitants, située dans la province de Pérouse, dans la région Ombrie, en Italie centrale.

## Histoire
Cette ville, connue par le nom de Tarsina, changea son nom en Tadinum quand elle fut soumise à Rome. Ses habitants, les Tadinates, sont cités par Pline l'Ancien dans son Histoire naturelle.

## Sport
- Associazione Sportiva Gualdo Calcio

## Monuments et patrimoine
- Rocca Flea, musée civique.

## Administration
| Période                                  | Période | Identité        | Étiquette | Qualité |
| ---------------------------------------- | ------- | --------------- | --------- | ------- |
|                                          |         | Roberto Morroni |           |         |
| Les données manquantes sont à compléter. |         |                 |           |         |

### Hameaux
Boschetto, Busche, Caprara, Cerqueto, Corcia, Crocicchio, Gaifana, Grello, Palazzo Mancinelli, Petroia, Piagge, Pieve di Compresseto, Poggio Sant'Ercolano, Rasina, Rigali, Roveto, San Lorenzo, San Pellegrino, Vaccara

### Communes limitrophes
Fabriano, Fossato di Vico, Gubbio, Nocera Umbra, Valfabbrica

## Jumelages
- Audun-le-Tiche (France)[2]